# Acaeln

## Associação Central de Arquitetos e Engenheiros do Litoral Norte (ACAE-LN)
A Associação Central de Arquitetos e Engenheiros do Litoral Norte (ACAE‑LN) é uma entidade civil sem fins lucrativos, sediada no município de Capão da Canoa, no Rio Grande do Sul. Tem como objetivo promover a integração, valorização e qualificação dos profissionais das áreas de arquitetura, engenharia e agronomia que atuam na região do litoral norte gaúcho.
A ACAE‑LN é reconhecida por sua atuação junto ao poder público municipal, conselhos regionais, comitês ambientais e na organização de eventos e ações de qualificação técnica.

### História
A entidade foi fundada em 11 de setembro de 1984, inicialmente com o nome de Associação Caponense de Arquitetos e Engenheiros (ACAE LN), durante uma reunião realizada no Restaurante Maquiné, em Capão da Canoa. Treze profissionais participaram da fundação, incluindo os arquitetos Carlos Ramela, Tupy Feijó, Elisabeth Antunes, Jucélia Neto, João Batista Canani e os engenheiros Paulo Jaeger, Renato Almeida, Vianey Caio Almeida, Luiz Carlos Sbaraini, Télbio Becker, Mário Sérgio Barrionuevo, Luciano Eli Martin e Hélio Roni Rosa.
O registro oficial da entidade como pessoa jurídica ocorreu em 20 de maio de 1986, no Cartório de Registro Público de Capão da Canoa.
Em 12 de junho de 1997, a associação passou a se chamar Associação Central de Arquitetos e Engenheiros do Litoral Norte (ACAE‑LN), ampliando sua abrangência para os municípios cobertos pela Inspetoria do CREA de Capão da Canoa. Com essa mudança, a entidade também incorporou a SEA – Sociedade de Engenharia, Arquitetura e Agronomia de Xangri-Lá.

### Atuação
A ACAE‑LN representa os interesses coletivos e profissionais de arquitetos, engenheiros e agrônomos, promovendo:
- Participação em conselhos municipais e audiências públicas;
- Colaboração na elaboração de planos diretores e códigos urbanísticos regionais;
- Parcerias com o poder público e instituições de ensino;
- Eventos técnicos, cursos de capacitação e palestras.

A associação atua em diversos municípios do litoral norte gaúcho, incluindo Capão da Canoa, Xangri-Lá, Osório, Terra de Areia, Maquiné, Santo Antônio da Patrulha e Caraá.

### Diretoria
A diretoria da ACAE‑LN é eleita bienalmente entre os membros associados. A gestão 2025–2027 é composta por:
- Presidente: Arq. Urb. William Karlo Pappen Maurin
- Vice-presidente: Eng. Civil Filipe Brehm Marques da Silva
- 1º Secretário: Eng. Civil Paulo César Vitt de Oliveira
- 2º Secretário: Arq. Urb. Vinicius Mateus Vargas
- 1º Tesoureiro: Eng. Civil Waldir José Konzen
- 2ª Tesoureira: Eng. Civil Cláudia Simone Padilha
- Diretora Social: Arq. Urb. Ana Luiza Oliveira Marchese
- Diretora de Relações Institucionais: Arq. Urb. Bianca Germano Pereira Neto
- Diretor de Marketing e Comunicação: Arq. Urb. Cristiam Ricardo Valim
- Conselho Diretor: Eng. Evandro Dadda, Arq. Cláudia Birlem, Arq. Rúbia Pereira Pedrazzi

Desde sua criação, mais de 75 profissionais participaram da diretoria da ACAE-LN, com 24 diferentes presidentes ao longo das gestões. A entidade mantém diálogo ativo com o CREA-RS, CAU-RS, prefeituras locais, câmaras municipais e instituições de ensino técnico e superior da região.

### Participação histórica
De acordo com o relato do arquiteto Carlos Ramella, a fundação da ACAE decorre de uma movimentação iniciada no início dos anos 1980. Com a emancipação de Capão da Canoa em 1982, um grupo de profissionais começou a se reunir informalmente nas segundas-feiras, nas dependências da antiga prefeitura. A criação da associação foi motivada pela ausência de representatividade local, uma vez que a AEL – Associação dos Engenheiros do Litoral Norte, com sede em Osório, concentrava suas ações naquele município.
A ACAE foi protagonista na construção do primeiro Plano Diretor de Capão da Canoa, substituindo a legislação até então baseada em códigos antigos de Porto Alegre e Osório.